# خیابان دنفورث
خیابان دَنفورث (انگلیسی: Danforth Avenue) و جاده دَنفورث دو خیابان شریانی مرتبط تاریخی در تورنتو، انتاریو، کانادا هستند.